# Dawkinsia
Dawkinsia è genere di pesci d'acqua dolce appartenente alla famiglia Cyprinidae provenienti dall'Asia.

## Tassonomia
In questo genere sono riconosciute 9 specie:
- Dawkinsia arulius
- Dawkinsia assimilis
- Dawkinsia exlamatio
- Dawkinsia filamentosa
- Dawkinsia rohani
- Dawkinsia rubrotinctus
- Dawkinsia singhala
- Dawkinsia srilankensis
- Dawkinsia tambraparniei